# 泰达公交
天津泰达公交有限公司，曾用名天津开发区泰达公交公司，成立于1995年，由天津滨海新区公共交通集团全资控股，曾是在天津市滨海新区经济开发区主营城市公共交通的一个国有公司。

## 历史
1995年9月22日，由天津开发区批准组建，由天津开发区管委会和泰达控股共同出资。2006年，被评为天津市道路运输行业“无忧运输企业”、公交行业“服务工作先进单位”。2007年6月，被中华全国总工会和国家安全生产监督管理总局授予“2006年度全国安康杯竞赛优胜企业”称号。2006年，创建公司内刊《超越》。2012年，并入滨海公交。